# Batalha de Santander
A Batalha de Santander foi travada durante o verão de 1937 na Campanha do Norte durante a Guerra Civil Espanhola e a captura de Santander em 1 de setembro assegurou aos  nacionalistas a conquista da província de Santander, agora Cantábria, eliminando a última posição do exercito da República no norte da Espanha, sendo este destruído ou capturado em combate.

## Antecedentes

Mapa do avanço das tropas nacionalistas entre março e setembro de 1937

Depois da queda de Bilbao em 16 de Junho e o fim da fracassada ofensiva republicana em Brunete em 25 de julho, os nacionalistas decidiram continuar sua ofensiva no Norte e ocupar a província de Cantábria.

## Forças opostas
O Exército do Norte dos nacionalistas tinham 90 000 homens (dos quais, 25 mil italianos), liderados pelo general Davila. A força italiana, liderado pelo general Bastisco, era composta de quatro divisões. Os nacionalistas também tinham seis brigadas de Navarra liderados pelo coronel Solchaga, duas brigadas castelhanas lideradas pelo general Ferrer, e uma divisão mista hispano-italiana, as Flechas Negras, liderada pelo coronel Piazzioni.  Os nacionalistas também tinha 220 aeronaves modernas nesta frente (70 da Legião Condor, 80 do Aviazione Legionaria italiana  e 70 espanholas), incluindo muitos ME-109.
Opondo-se eles, os republicanos tinham o XIV e o XV Corpo da Armada, sob o comando do general Gamir, num total de cerca de 80 000 homens. Os republicanos tinha 44 aeronaves (lentas e velhas, com exceção de 18 caças de fabricação soviética). Além disso, o moral das tropas republicanas era baixo e os soldados bascos pensavam que poderiam render-se aos italianos, em troca de suas vidas.

## Consequências
A queda de Santander, juntamente com a captura da fortemente fortificada Bilbao, provocou uma lacuna irreparável na frente norte da República. A destruição do Exército do Norte marcou outro duro golpe à força da República e transformou a guerra a favor de Franco. Os fatores responsáveis pela derrota republicana incluem:
- Superioridade esmagadora dos nacionalistas na artilharia e força aérea.
- A falta de comando unificado entre entre as unidades republicanos na Astúrias, Cantábria e País Basco.
- A precisão e rapidez do avanço nacionalista, que teve como objetivo a destruição das forças inimigas e não a consolidação do território.
- Baixo moral dos defensores, em contraste com a confiança e entusiasmo dos nacionalistas.
- Motins das unidades bascos no campo republicano (Acordo de Santoña).

O desastre foi total e as perdas insubstituíveis. Das doze brigadas bascas restavam no final apenas oito  batalhões. O Exército Republicano do Santander de doze brigadas foi reduzida para seis batalhões. Dos 27 batalhões asturianos envolvidos escaparam apenas quatorze. Em nenhum outro teatro da guerra civil as tropas de Franco alcançaram um resultados tão decisivos como o da campanha de Santander: sessenta mil soldados republicanos foram varrido do mapa, com perdas correspondentes de material.